# Siergiej Siwko
Siergiej Aleksandrowicz Siwko (ros. Сергей Александрович Сивко, ur. 7 czerwca 1940 w Tule, zm. 10 listopada 1966 w Moskwie) – rosyjski bokser walczący w reprezentacji Związku Radzieckiego, wicemistrz olimpijski z 1960 oraz mistrz Europy z 1961.
Zdobył srebrny medal w wadze muszej (do 51 kg) na igrzyskach olimpijskich w 1960 w Rzymie, gdzie po wygraniu czterech walk, w tym z aktualnym mistrzem Europy Manfredem Hombergiem z Niemiec w ćwierćfinale i z Kiyoshi Tanabe z Japonii w półfinale, przegrał w finale z Gyulą Törökiem z Węgier.
Zwyciężył w wadze koguciej (do 54 kg) na mistrzostwach Europy w 1961 w Belgradzie po wygraniu w półfinale z Primo Zamparinim z Włoch i w finale z Piotrem Gutmanem.
Był mistrzem ZSRR w wadze muszej w 1960 i w wadze koguciej w 1961, wicemistrzem w wadze koguciej w 1962 i 1964 oraz w wadze piórkowej (do 57 kg) w 1966, a także brązowym medalistą w wadze muszej w 1959.
Zmarł tragicznie 10 listopada 1966. Jest pochowany na Cmentarzu Kuźmińskim w Moskwie.